# Leocadio Marín
Leocadio Marín Rodríguez (Baeza, 10 de noviembre de 1942- 21 de mayo de 2024) fue un político español del PSOE, alcalde de Baeza desde 2007 a 2015.

## Biografía
Nació en Baeza el 10 de noviembre de 1942. Licenciado en Filosofía y Letras por la Universidad de Granada (1976), a la vez que maestro nacional por oposición desde 1963.
Empezó su carrera política militando en el Partido Socialista Popular (PSP) de Tierno Galván en la primavera de 1976, hasta que en febrero de 1978 el PSP se integra en el PSOE, llegando a ser presidente del PSOE-A entre 1988 y 1994. 
Antes de ocupar dicho cargo también había ejercido como presidente de la Diputación Provincial de Jaén (1979-1982), presidente de la Cruz Roja Española (1986-1990), cargo que abandonó para hacerse cargo de la Consejería de Agricultura y Pesca de la Junta de Andalucía (1990-1993). En 2007 vuelve a la política activa convirtiéndose en alcalde de Baeza por mayoría absoluta, manteniéndose en el cargo hasta 2015, cuando fue sustituido por María Dolores Marín Torres.
Además, fue diputado andaluz en dos ocasiones: 1982-1986 y 1990-1994 por la provincia de Jaén.